# Ezequiel Casaña
Ezequiel Casaña, vollständiger Name Luis Ezequiel Casaña Rivero, (* 21. Dezember 1992 in Colonia del Sacramento) ist ein ehemaliger uruguayischer Fußballspieler.

## Karriere
Der 1,74 Meter große Mittelfeldakteur Casaña stand 2009 in Reihen von Juventud Colonia und war auch Mitglied der U-18-Auswahl des Departamento Colonia.
Er wechselte im Januar 2013 auf Leihbasis von Plaza Colonia zum brasilianischen Verein Toledo Colônia Work. Während seines bis Mitte November währenden Engagements bei den Brasilianern kam er einmal (kein Tor) im Staatsmeisterschaft von Paraná zum Einsatz. Sodann kehrte er zum Zweitligisten Plaza Colonia zurück. Bis Ende der Spielzeit 2013/14 bestritt er 22 Spiele (ein Tor) in der Segunda División. Auch in der Folgesaison wurde er zehnmal (kein Tor) in der zweithöchsten uruguayischen Spielklasse eingesetzt. Ende Januar 2015 schloss er sich im Rahmen eines weiteren Leihgeschäfts für die Clausura 2015 dem Erstligisten Rampla Juniors an. Allerdings reichte es für ihn bei den Montevideanern, die am Saisonende abstiegen, nur zu einem achtminütigen Kurzeinsatz (kein Tor) in der Primera División. Seit Juli 2015 steht er erneut in Reihen des nunmehr in die Primera División aufgestiegenen Vereins aus Colonia. Allerdings sind dort bislang (Stand: 25. September 2016) weder Einsätze noch eine Kaderzugehörigkeit verzeichnet.
Zudem war er in Mexiko bei San Luis Potosí aktiv.